# Ботанічний сад Гельсінського університету
Ботанічний сад Гельсінського університету (фін. Helsingin yliopiston kasvitieteellinen puutarha) — ботанічний сад у Гельсінкі (Фінляндія). Ботанічний сад є членом Міжнародної ради ботанічних садів з охорони рослин (BGCI) і має код H.
Ботанічний сад входить до складу Фінського музею природної історії. Він складається з двох окремих ділянок: Кайсаніемі (4 га) і Кумпула (6 га) і містить колекцію трав'янистих та деревинно-чагарникових рослин з усіх континентів. Загалом в колекції близько 7050 видів рослин.

## Історія
Ботанічний сад університету був створений професором Елісом Тілландсом 1678 року в місті Турку (Або), що було на той момент столицею Фінляндії.
Сад Тілландса створювався невеликим — для вирощування капусти та лікарських рослин. Після смерті засновника сад швидко прийшов в запустіння.
Нове відродження відбулося під заступництвом професора академії м. Турку, дослідника-натураліста й учня Карла Ліннея Пера Кальма. Сад був збагачений чудовою колекцією рослин з Північної Америки.
Після Великої Пожежі в Турку 1827 року, в 1827 році сад був переведений у містечко Кайсаніемі в центрі Гельсінкі, на місце колишнього міського пасовища.
Під керівництвом професора зоології та ботаніки Карла Рейнгольда Зальберга почалося будівництво нового саду. Головному садівнику Францу Фальдерману з Санкт-Петербурзького Ботанічного саду була доручена розбивка ботанічного саду та керівництво зведенням дерев'яних оранжерейних будівель, першу з яких було завершено 1832 року.
Експозиція відновлювалася на основі великої приватної колекції, яка не постраждала в пожежі, а також з колекції Санкт-Петербурзького ботанічного саду. Зальберг став першим керівником і організатором ботанічного саду.
Кайсаніемі за стилем є змішаним, в ньому присутня регулярна і пейзажна частина, а тематично він ділиться на дендрарій, оранжерею, альпінарій, багаторічники відкритого ґрунту, сад систематики рослин. Рослини в систематичних розділах згруповані відповідно до їх родини або роду.
У Кайсаніемі, в старому саду, створеному в регулярному стилі, є кілька привабливих старих будівель в стилі ампір 1830-х років. Сучасні будівлі оранжереї зроблені з кованого заліза. Найстарішою і найбільшою частиною теплиці є кругла оранжерея — Palm-House, яка була побудована в 1889 році за проєктом архітектора Густава Ністрома. Він також спроєктував флігелі по обидві сторони від Palm-House, які були добудовані в 1896 році.
У лютому 1944 року під час Другої світової війни, після того як три бомби потрапили в конструкцію зимового саду, рослини в оранжереї (на той момент понад 1500 видів) були знищені морозами. Вижили тільки кипарис вічнозелений та, відновлене з насіння, знайденого на дні замороженої водойми, латаття Вікторія.
Теплиці перебували в дуже поганому стані до кінця минулого століття. Вони були відновлені в 1996—1998 рр. Оранжерея відкрилася для відвідування 21 вересня 1998 р. На цей момент в теплиці перебувають близько 900 видів рослин з різних частин світу.
Колекція, що розрослася, вимагала розширення просторів. Продовження саду розташувалося в Кумпулі, приблизно в 3 км на північ від центру міста. Зараз сад знаходиться ще в стадії завершального будівництва. Планування нового саду в районі Кумпула було розпочато в 1986 році, але до практичної роботи приступили два роки по тому. Вже зараз сад відкритий для дослідників, викладачів, і організованих туристичних груп, а у 2010 році він буде відкритий для всіх відвідувачів.

## Сучасний стан
Сад ділиться на дві окремі секції: одна для корисних рослин, які використовуються і їжі, парфумерії, медицини і одна з рослинами розташованими залежно від їх географічного походження: Японія, Північно-східний Китай і Далекий Схід, Західна частина Північної Америки, Східна частина Північної Америки, Північна Європа та гори Центральної та Південної Європи.
Багато зразків були отримані шляхом обміну насіння і садивного матеріалу з іншими ботанічними садами, але гордістю колекції, безумовно, є дикі рослини зібрані власними експедиціями Ботанічного саду. Рослини, що мають червоні етикетки, відносяться до рідкісних.
Загалом у Ботанічному саду Гельсінкі міститься понад сім тисяч видів рослин. Побачити їх можна щодня, з дев'ятої ранку до восьмої вечора. Вхід на територію Ботанічного саду — вільний.